# McCollum Peak
McCollum Peak är en bergstopp i Antarktis. Den ligger i Västantarktis. Argentina, Chile och Storbritannien gör anspråk på området. Toppen på McCollum Peak är 735 meter över havet, eller 255 meter över den omgivande terrängen. Bredden vid basen är 1,3 km.
Terrängen runt McCollum Peak är kuperad. Havet är nära McCollum Peak åt nordost. Trakten är obefolkad. Det finns inga samhällen i närheten. 